# ساعة الذروة (فلم)
ساعة الذروة (بالإنجليزية: Rush Hour) هو فيلم حركة تم إنتاجه في الولايات المتحدة سنة 1998. الفيلم من إخراج بريت راتنر وبطولة جاكي شان، كريس تاكر، توم ويلكينسون وكريس بن.

## بطولة
- جاكي شان
- كريس تاكر
- توم ويلكينسون
- كريس بن
- فيليب بيكر هول
- جورج شونغ

## القصة
في اليوم الأخير من الحكم البريطاني في هونغ كونغ المفتش لي ( جاكي شان ) من قوة شرطة هونغ كونغ يقوم بغارة عند رصيف الشحن، على أمل إلقاء القبض على صاحب الجرائم الغامضة ( لورد جونتاو). ولكنه يجد سانغ فقط ( كضين لونغ )الذ ي هو الذراع الأيمن لجونتاو الذي تمكن من الهرب . ومع ذلك، المفتش لي نجح في استعادة عدد من الكنوز الثقافية الصينية التي سرقها جنتاو، تمثل بالنسبة له انتصارا وداعيا لرؤسائه المغادرين : القنصل الصيني سولون هان ( تزي ما ) والقائد البريطاني توماس جريفين ( توم ويلكنسون ).

بعد وقت قصير من وصول هان لـ الولايات المتحدة لتولي منصبه الدبلوماسي الجديد في لوس انجلوس، اختطف ابنته، سو يونغ، من خلال سانغ بينما كانت في طريقها إلى أول يوم لها في المدرسة. مكتب التحقيقات الفيدرالي يبلغ القنصل هان عن الحادث، الذي يدعو المفتش لي للمساعدة في هذه القضية. مكتب التحقيقات الفيدرالي يقرر ابعاد لي عن القضية من خلال ابعاده عن مقر الشرطة وتوكل مهمة مراقبته لـ جيمس كارتر (كريس تاكر) ولكن كارتر يعمل على خطة لايجاد حل للقضية بنفسه عندما اكتشف بأنه قد أعطيت له مهمة وضيعة.
يقابل كارتر لي في مطار لوس انجلوس ويقوم بأخذه في جولة على المدينة ثم يحاول ان ينغمس معه في الحياة الليلية ولكن لي يهرب من كارتر ويذهب للسفارة الصينية ويقابل القنصل هناك الذي ينتظر هو بدوره مع عدد من العملاء أخبارا عن ابنته المختطفة، كارتر يتورط بالخطأ في مكالمة هاتفيه مع الخاطف الذي يطلب منه فدية مقدارها 50 مليون دولار.
يتتبع فريق الاف بي آي المكالمة ويرسلون فريقا لمستودع صدرت منه المكالمة ولكن تبين أنه فخ ووقع انفجار أودى بحياة فريق الاقتحام. تبين أن سانغ قريب من موقع التفجير فيقوم بمطارته لي وكارتر يتمكن سانغ من الهرب ولكن يقع منه المفجر الذي عثر عليه لي وكارتر يقوم كارتر بالاتصال بصديقة له خبيرة في المتفجرات لتدلهم على صانع القنبلة كليف الذي قد سبق لكارتر أن ألقى القبض عليه.

## الإستقبال
حصل الفيلم على الرتبة الأولى في شباك تذاكر أمريكا الشمالية مع عائد نهاية الأسبوع قدره 33 مليون دولار في سبتمبر 1998. عائدات الفيلم عالميًّا هي 244 مليون دولار. كما تلقى الفيلم مراجعات جيدة من النقاد. مدح روجر إيبرت أداء جاكي شان ومشاهد القتال المضحكة التي أدّاها دون الحاجة إلى دوبلير، كما مدح كريس تاكر وروح دعابته في الفيلم، ومدح أيضًا كيف أن المُمثليْن كونا ثنائيًّا مضحكًا معًا.

## تتمة
أُصدِر فيلم ساعة الذروة 2 وهو تتمة للفيلم سنة 2001 وصُوِّر بشكل رئيسي في هونغ كونغ، وصدر ساعة الذروة 3 وهم فيلم ثالث من السلسلة بتاريخ 10 أغسطس 2007 وصُوِّر بشكل رئيسي في باريس، حصل تاكر على 25 مليون دولار لدوره في الفيلم الثالث بينما حصل جاكي شان على حقوق توزيع الفيلم في آسيا. ويتم حاليًا التفاوض حول تصوير فيلم رابع ربما قد يُصوَّر في موسكو.

## وصلات خارجية
- مقالات تستعمل روابط فنية بلا صلة مع ويكي بيانات